# تفجير سوق محانيه يهودا 1997

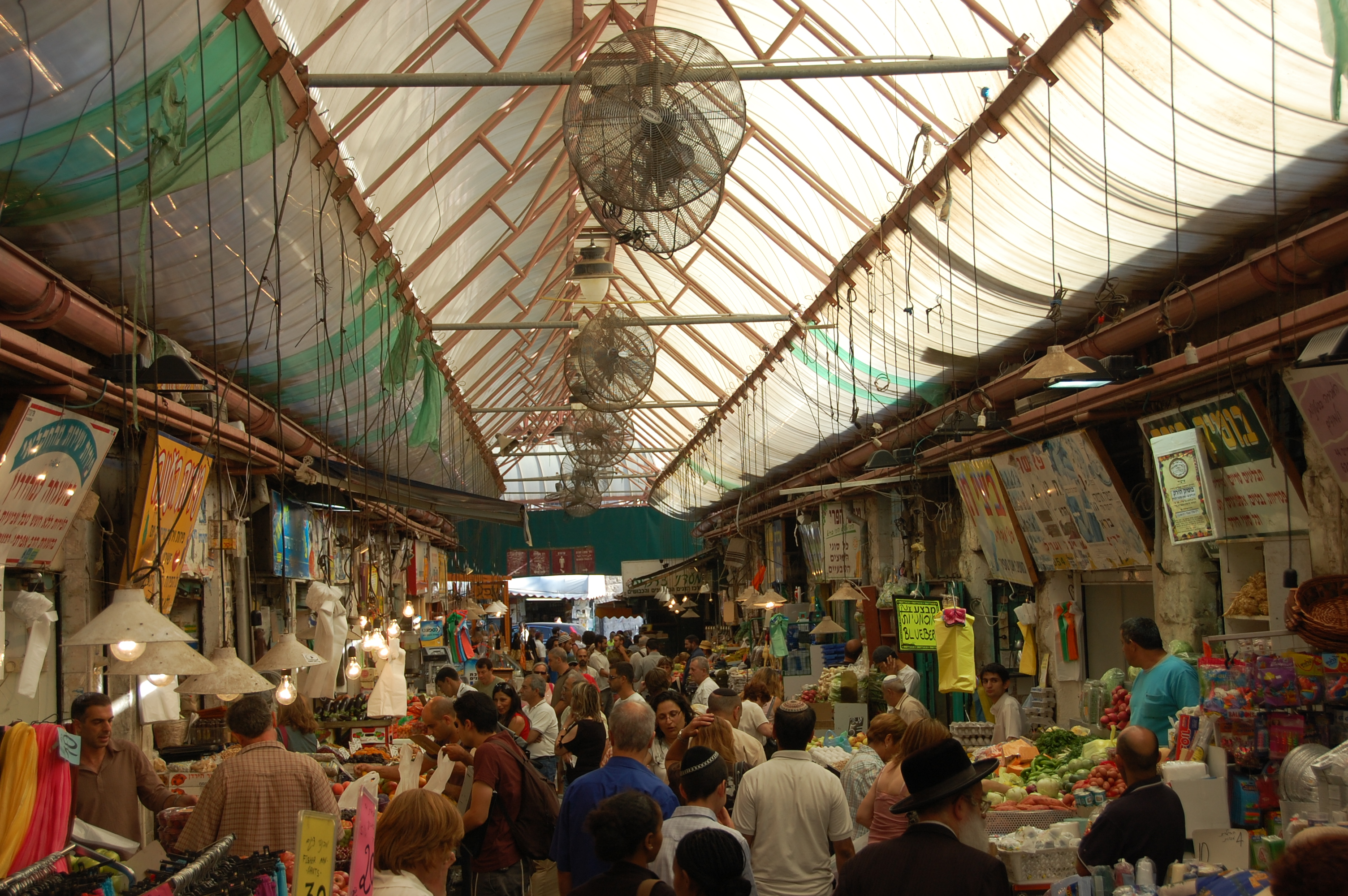
سوق ماهاني يهودا

تفجير سوق محانيه يهودا 1997 كانا تفجيرين استشهاديين؛ فدائيين متتاليين نفذهما رجال القاومة المسلحة التابعة لحماس في 30 يوليو 1997 في سوق محانيه يهودا في القدس، سوق الخضار والفاكهة الرئيسي في الهواء الطلق في المدينة. لقي 16 شخصاً مصرعهم في هذا الهجوم وأصيب 178.

## الهجوم
في يوم الأربعاء، 30 يوليو 1997 الساعة 01:15 م، فجر اثنين من الفدائيين الفلسطينيين الذين يحملون حقائب محملة بالمتفجرات والمسامير أجهزتهم المتفجرة على بعد 45 متراً (150 قدماً) عن بعضهما البعض في نفس الوقت تقريباً في زقاق مركزية بسوق شعبية بالهواء الطلق، مما أسفر عن مقتل 16 مدنياً، بينهم أحد السكان العرب من عيلبون، وإصابة 178، الكثير منهم مراهقين وسياح.
لقي ثلاثة عشر إسرائيلياً مصرعهم على الفور وتوفي ثلاثة آخرون في وقت لاحق متأثرين بجروحهم. وأعقب هجوم محانيه يهودا تفجير انتحاري ثلاثي على مركز بن يهودا التجاري للمشاة في وسط القدس في 4 سبتمبر، مما أسفر عن مقتل خمسة إسرائيليين وجرح ما يزيد على 190.

## حالات الوفاة
الأشخاص التالية أسماؤهم قتلوا في الهجوم:
- ليف ديسياتنيك، 60، من القدس[6]
- ريغينا غيبر، 76، من القدس[7]
- فالنتينا كوفالينكو، 67، من القدس[8]
- شموئيل مالكا، 44، من ميفاسيريت صهيون[9]
- دافيد ناسكو، 44، من ميفاسيريت صهيون[10]
- محي الدين عثمان، 33، من عيلبون[11]
- سيمحا فريمد، 92، من القدس[12]
- غريغوري باسخوفيتس، 15، من القدس[13]
- ليا شتيرن، 50، من القدس[14]
- راحيل تيجغاتريو، 83، من القدس[15]
- ليليا زيليزنياك، 47، من القدس[16]
- شالوم (غولان) زيفولون، 52، من القدس[17]
- مارك رابيونفيتس، 80، من القدس[18]
- إيلي أدوريان، 49، من كفار أدوميم (توفي في 11 أغسطس)[19]
- إيليا غازارخ، 73، من القدس (توفي في 29 أغسطس)[20]
- باروخ أوستروفسكي، 84، من القدس (توفي في 3 أكتوبر)[21]

## امتداح الهجوم
في أغسطس 1997، كتب فهد الريماوي، رئيس تحرير المجد الأسبوعية الأردنية: «إننا نثني ونمجد العمل البطولي المزدوج الي قام به المجاهدين الفلسطينيين الاثنين في سوق محانيه يهودا في القدس. هؤلاء الشهيدين المقدسين أضائوا ليل القدس.. وأعطوا معنى للبطولة العربية. لا نخفي سعادتنا تجاه هذا العمل.»

## النتائج المترتبة
رداً على هذه الهجمات وغيرها، تم التوصل إلى قرار باستهداف قادة حماس. ووفقاً لبيان صحفي إسرائيلي، حاول عملاء الموساد تسميم رئيس المكتب السياسي خالد مشعل، الذي كان يقيم في الأردن في ذلك الوقت. فشلت محاولة الاغتيال وتم القبض على عملاء الموساد من قبل السلطات الأردنية. وأفرج عنهم في وقت لاحق مقابل إطلاق سراح الشيخ أحمد ياسين، مؤسس و«الزعيم الروحي» لحركة حماس الذي كان يقضي حكماً بالسجن مدى حياة في سجن إسرائيلي.